# Puniu
La rivière Puniu  (en anglais : Puniu River) est un cours d'eau de la région de  Waikato de l’Île du Nord de la Nouvelle-Zélande.

## Géographie
C’est un affluent de la rivière  Waipa (elle-même affluent du fleuve   Waikato). Elle a une longueur de 57 km.
La rivière Puniu s’écoule initialement vers le nord à partir de sa source dans le parc forestier de Pureora (en), puis virant au nord-ouest pour passer au sud des villes de Kihikihi et Te Awamutu avant de rencontrer la rivière Waipa  à 3 km au sud de la ville de Pirongia.

## Géologie
Environ la moitié du trajet de la rivière à partir de sa source, sur le bord de la chaîne de Rangitoto (en), passe à travers une vallée profonde et des gorges formées lors de la fin du  jurassique et jusqu’au début du Crétacé. Les collines de Manaia, sont formées de grauwacke, une sorte de grès, avec peu ou pas de strates, allant d’une granulation de fin à médium, interstratifié avec du siltite (ou siltite) et des conglomérats, et avec de nombreuses veines de quartz). L'ensemble est recouvert en de nombreux endroits de ignimbrite datant du Quaternaire. La principale formation de ignimbrite est la formation dite de Ongatiti, allant jusqu’à une  épaisseur de 150 m et composée de substances vitrophyriques faiblement à fortement soudées, avec des  phénocristaux enchâssés dans la roche vitreuse, comprenant des laves (pumice), de l’andésite et de la  rhyolite. Dans plusieurs endroits, la rivière court le long de pentes couvertes de blocs d’ignimbrite, où le grauwacke sous-jacent s'est érodé .
Sur le reste de son parcours, la rivière serpente au-dessus de couches d’alluvions et de  colluvions jusqu'à la rivière Waipa. Initialement, il s'agit principalement du sous-groupe de Piako de la fin du Quaternaire, qui comprend les alluvions de la fin du Pléistocène (âge glaciaire) et des dépôts mineurs en éventail, non consolidés à très mous, de couleur gris jaune à brun orangé, de sables, de boues et de graviers avec une tourbe boueuse locale. Enfin, la rivière coule principalement à travers une plaine d’inondation de l’Holocène, où les alluvions et colluvions (ou dépôt de pentes) sont constituées de sable, de limon, de boue, d'argile, de gravier local et de minces strates de tourbe intercalées, où des dépôts distincts à proximité immédiate migrent d’un endroit à l’autre du lit de la rivière.

## Végétation
La rivière prend naissance dans le parc forestier de Pureora, avant de s’écouler devant des vestiges non protégés d’une forêt de rimu-tawa .
Dans son cours inférieur, la rivière traverse principalement des terres agricoles, où le Puniu River Care Project travaille à la restauration de la rivière.

## Importance du courant
Finalement, les 22 km partant de la ville de Tokanui , sont parcourus habituellement sur  9 à 17 heures, en fonction du niveau de la  rivière.

## Pollution
La rivière Puniu est la 6è plus polluée des 13 points de prélèvement dans le bassin versant de la rivière Waipa, avec des niveaux d'azote (impact anthropique sur le cycle de l'azote), de phosphore (Total des matières dissoutes (en)) et de turbidité insatisfaisants.
La rivière Puniu est la seule rivière de la région de Waikato dont le niveau d’ammoniaque ne cesse d'augmenter.

## Ponts
La rivière avait initialement un simple gué saisonnier près de la ville de Kihikihi. Le premier pont a été construit en bois vers 1885, en même temps que le pont ferroviaire de (300 pi (91 m)) de la ligne principale de l'île du nord (en) . Un pont en béton armé de 228 pi (69 m) a remplacé l'ancien pont en bois, 443 m en aval. Il a été construit en grande partie en 1936, achevé en 1937 et sert toujours pour la route State Highway 3/SH3 (en) .

## Liens Externes
- Current river level.
- Water quality monitoring at Bartons Corner Rd
- Rainfall at Pokuru Road Bridge, Te Awamutu and Ngaroma
- Water level at Pokuru Road Bridge, Te Awamutu
- 1936 photos of bridge and road deviation under construction

source, mouth
Google Maps 'Street Views' des six ponts au-dessus de la rivière - Pokuru Rd, SH3 Otorohanga Rd, Bayley Rd, Wharepapa S Rd, Bayley Rd, Ngaroma Rd.
- New Zealand Gazetteer